# Hemerobius hernandezi
Hemerobius hernandezi är en insektsart som beskrevs av Monserrat 1996. Hemerobius hernandezi ingår i släktet Hemerobius och familjen florsländor. Inga underarter finns listade i Catalogue of Life.